# Kalven (Skogs socken, Hälsingland)
Kalven är en sjö i Söderhamns kommun i Hälsingland och ingår i Skärjåns huvudavrinningsområde. Sjön är 1,6 meter djup, har en yta på 0,159 kvadratkilometer och är belägen 58,2 meter över havet.

## Delavrinningsområde
Kalven ingår i det delavrinningsområde (677595-156152) som SMHI kallar för Inloppet i Varvs-Noran. Medelhöjden är 70 meter över havet och ytan är 4,36 kvadratkilometer. Det finns ett avrinningsområde uppströms, och räknas det in blir den ackumulerade arean 6,12 kvadratkilometer. Vattendraget som avvattnar avrinningsområdet har biflödesordning 2, vilket innebär att vattnet flödar genom totalt 2 vattendrag innan det når havet efter 15 kilometer. Avrinningsområdet består mestadels av skog (78 procent). Avrinningsområdet har 0,16 kvadratkilometer vattenytor vilket ger det en sjöprocent på 3,6 procent.